# Fernand Léger

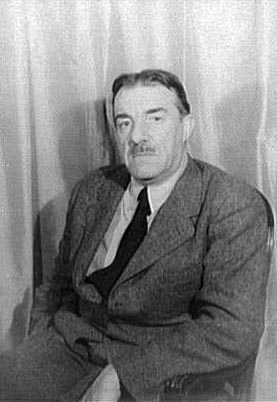
Fernand Léger, Foto von Carl van Vechten (undatiert)

Fernand Léger [leʒe] (* 4. Februar 1881 in Argentan in der Normandie; † 17. August 1955 in Gif-sur-Yvette bei Paris) war ein französischer Maler, Bildhauer, Grafiker, Keramiker und Filmregisseur. Sein Frühwerk wird dem Kubismus zugeordnet. In seinen Werken nach dem Zweiten Weltkrieg veränderte sich sein malerischer Stil. Ab den 1920er Jahren integrierte er zunehmend figurative Elemente in seine Gemälde. Légers Spätwerk hatte Einfluss auf die amerikanischen Maler der Pop Art, etwa Roy Lichtenstein.

## Leben
Nachdem er drei Jahre (1897–1899 Architekturlehre in Caen) als Architekturzeichner gearbeitet hatte, ging Fernand Léger etwa um 1900 nach Paris (Stadtteil Montparnasse). Nach seinem Militärdienst (1902–1903) belegte er von 1903 bis 1904 Kurse an der École des Arts Décoratifs und der Académie Julian in Paris, arbeitete daneben jedoch weiter in einem Architektur-Büro und als Retuscheur von Fotografien. Nach impressionistischen Anfängen (Le jardin de ma mère – Der Garten meiner Mutter, 1905) schloss er sich der locker organisierten sogenannten Puteaux-Gruppe an, die ideell im Umfeld des Kubismus anzusiedeln ist; von den Kubisten selbst beeinflussten ihn vor allem Picasso und Georges Braque. Seine Arbeiten stellte er hauptsächlich in der Galerie Kahnweiler aus, benannt nach Daniel-Henry Kahnweiler, einem Kunsthändler, der Fernand Léger persönlich „entdeckte“ (1910) und auch in nicht geringem Maße zur Bekanntwerdung und Akzeptanz des Kubismus selbst (als Kunstrichtung) durch verschiedene Ausstellungen, vor allem auch außerhalb Frankreichs, beitrug. 1908 eröffnete er ein Atelier in der Pariser Künstlerkolonie „La Ruche“ – gemeinsam mit Henri Laurens, Marc Chagall, Guillaume Apollinaire und anderen.

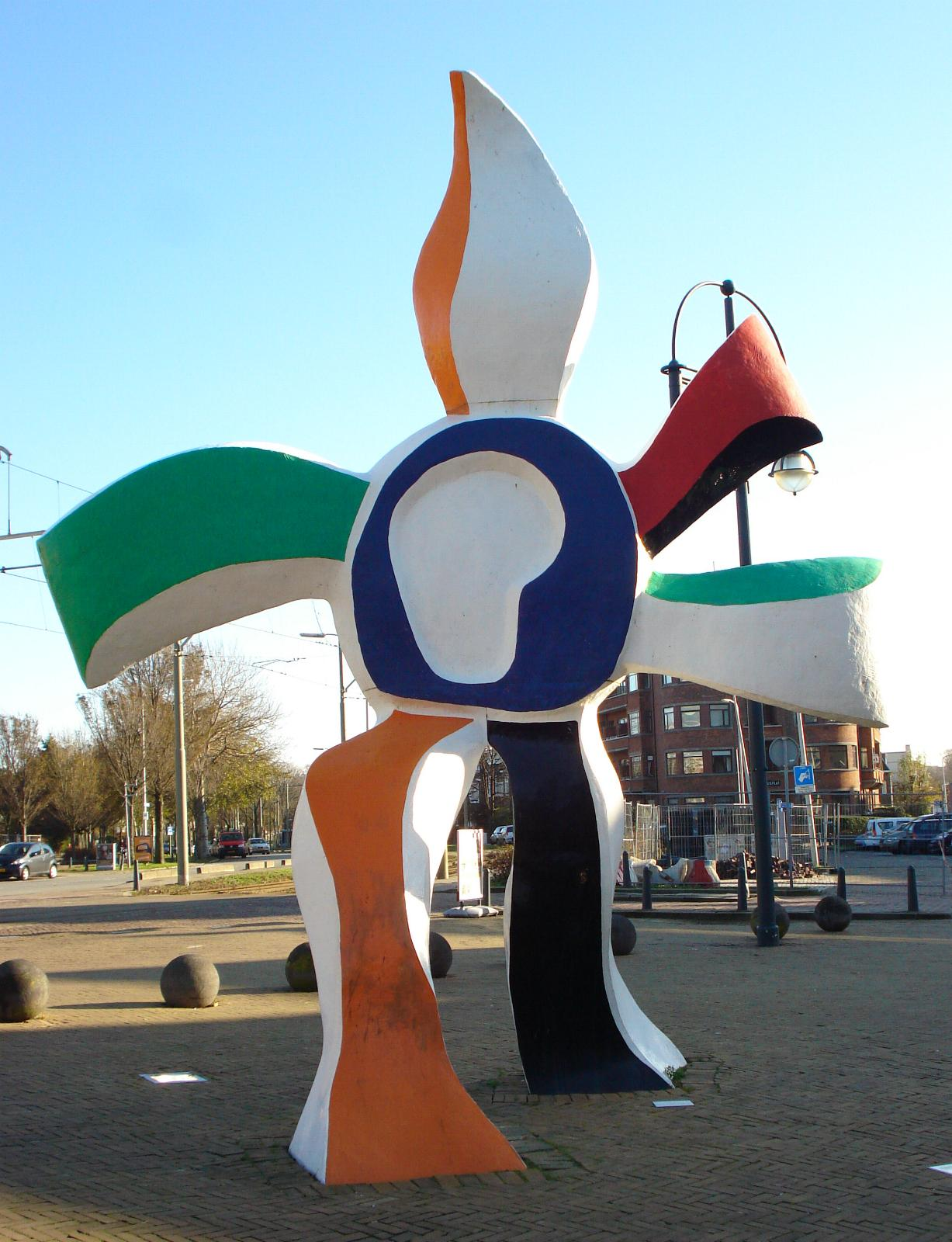
La grande fleur qui marche, 1952, in Den Haag

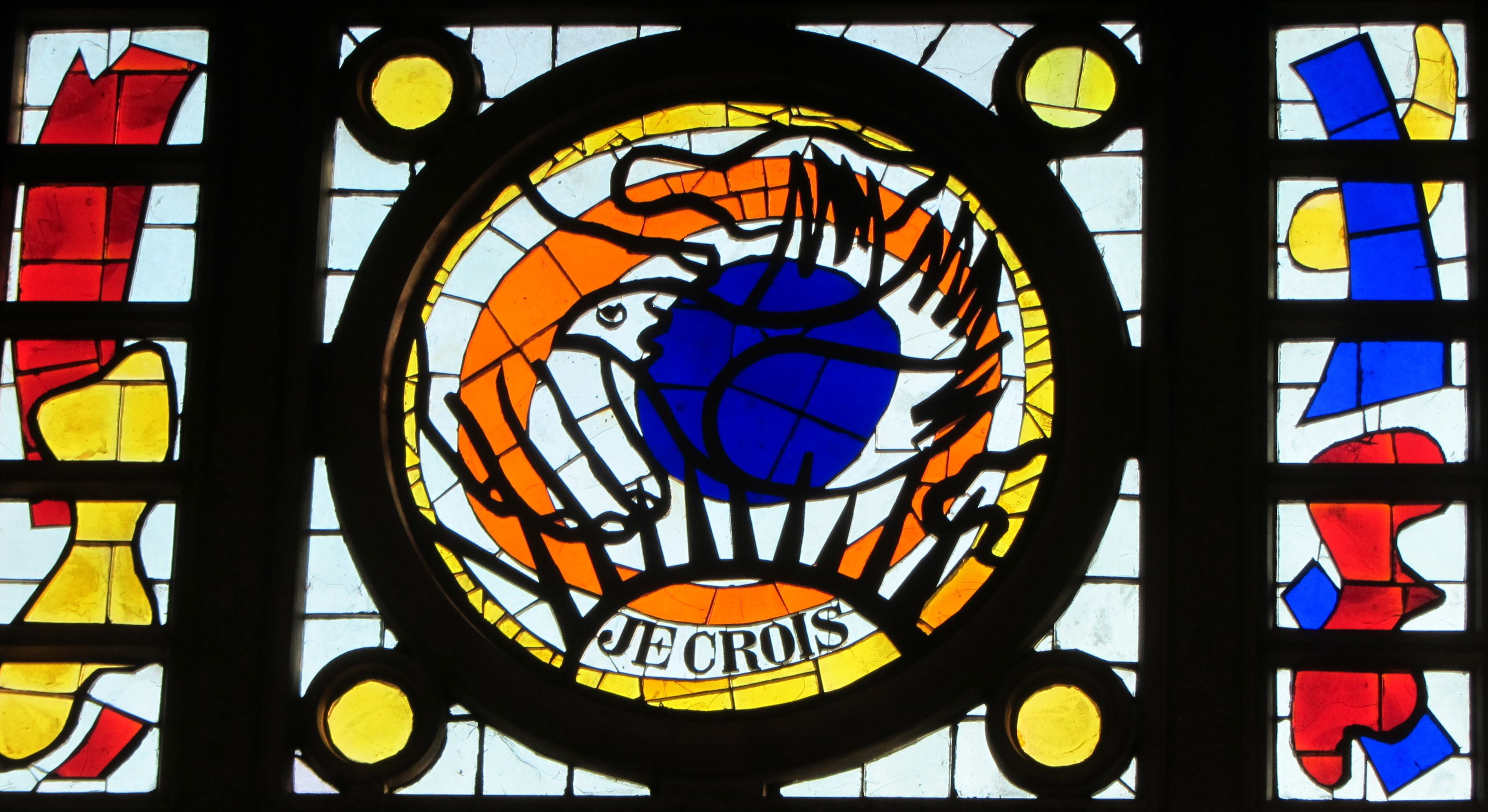
Kirchenfenster von Fernand Léger

Nach seinem Kriegseinsatz 1914–1917 und seiner Verwundung – er starb beinahe bei einem deutschen Senfgas-Angriff – begann seine „période mécanique“ (mechanische Periode), inspiriert durch die Kriegsmaschinerie; unter anderem drehte er 1924 den Experimentalfilm Le ballet mécanique (Das mechanische Ballett).
1922 gehörte Leger zu den Autoren der von El Lissitzky und Ilja Ehrenburg konzipierten kurzlebigen Zeitschrift „Gegenstand“, die sich dem Dialog von Künstlern verschiedener Nationalitäten verschrieben hatte.
1937 wurden in der Nazi-Aktion „Entartete Kunst“ sechs Bilder Legers aus dem Schlesischen Museum der Bildenden Künste Breslau, dem Museum für Kunst und Heimatgeschichte Erfurt, den Kunstsammlungen der Universität Göttingen, dem Provinzial-Museum Hannover, der Städtischen Kunsthalle Mannheim und dem Staatliches Museum Saarbrücken beschlagnahmt.
Während des Zweiten Weltkriegs weilte Léger in den Vereinigten Staaten und kehrte erst 1945 wieder nach Paris zurück. Neben zahlreichen Gemälden schuf er vor allem auch monumentale Kunst. So war er für die Dekoration des UNO-Gebäudes in New York aktiv, und in den Kirchen von Passy (Département Haute-Savoie) und Audincourt (Département Doubs) fertigte er Mosaiken und Glasfenster.
1945 trat Léger der Kommunistischen Partei Frankreichs bei.
Laut dem Architekturkritiker Niklas Maak habe Léger zudem im Alter zugegeben, um Geld zu verdienen, „fünfundzwanzig falsche Corots“ gemalt zu haben.
Auf der Biennale von São Paulo erhielt er Anfang 1955 den Malerpreis. Bald darauf verstarb er in seinem neu eingerichteten Atelier in Gif-sur-Yvette bei Paris.
Einige seiner Werke wurden postum auf der documenta 1 (1955), der documenta II (1959) und der documenta III im Jahr 1964 in Kassel gezeigt.

## Werke (Auswahl)
- 1909/10: Nackte im Wald (Nus dans la forêt), Musée National d’Art Moderne im Centre Georges Pompidou, Paris
- 1911: Die Hochzeit (la noce), Musée du Luxembourg
- 1912: Frau in Blau, Öffentliche Kunstsammlung, Basel
- 1912/13: Dorflandschaft, Österreichische Galerie Belvedere, Wien, Öl auf Leinwand, 91 × 81 cm
- 1913: Gegensätzliche Formen (Contraste de formes), Musée National d’Art Moderne
- 1921: Die drei Frauen und das Stilleben, Fondation Beyeler, Basel, Öl auf Leinwand, 60 × 91,5 cm
- 1924: Ballet mécanique
- 1929: Tänzerin, Hilti Art Foundation, Schaan, Öl auf Leinwand, 92 × 73 cm
- 1930: Mona Lisa mit Schlüsseln (La Joconde aux clefs)
- 1932: Apfelbaumwurzel, Graphische Sammlung der Staatsgalerie Stuttgart, Gouache
- um 1940: Fassadenwandbild an der Kirche Notre-Dame de Toute Grâce du Plateau d’Assy (152 m²)
- 1951: 17 Kirchenfenster für die Kirche Sacré-Cœur in Audincourt, Département Doubs
- 1953: Jongleur und zwei Trapezkünstler (Le Jongleur et les deux trapézistes), Privatbesitz
- 1954: Glasfenster in der Kirche von Courfaivre[6]

### 1937 nachweislich als „entartet“ beschlagnahmte Werke
- Modèle nu dans l’Atelier (Aquarell, 1912; vernichtet)
- Frau (Aquarell, 1925)
- Der Maschinenbauer (Lithografie, 1920; Blatt 78 der beschlagnahmten Zeitschrift in Mappenform „Die Schaffenden“, II. Jahrgang, 4. Mappe)
- Krug (Druckgrafik)
- Femme lisant (Bleistift-Zeichnung)
- Komposition (Tusch-Zeichnung)

## Schüler (Auswahl)
- Haşmet Akal
- Tarsila do Amaral
- Olle Bærtling
- Erwin Bechtold
- Louise Bourgeois
- Heinrich Hußmann
- Walter Klose
- Hanns Pastor
- Kazimierz Ostrowski
- Elisabeth Urbancic
- Ursula Vehrigs

## Ausstellungen
- 2019: Fernand Léger and Modern Life, Institut Valencià d’Art Modern (IVAM), Valencia, Spanien
- 2018: Fernand Léger – Beauty is everywhere, Palais des Beaux-Arts de Bruxelles (Bozar)
- 2017: Fernand Léger: Le Beau est partout, Centre Pompidou-Metz, Metz[7]
- 2016: Fernand Léger. Malerei im Raum, Museum Ludwig, Köln (Kuratorin Katia Baudin)
- 2014: Une œuvre invitée: Fernand Léger – La Partie de campagne., Musée National Fernand Léger, Biot (Alpes-Maritimes).
- 2012: Léger – Laurens. Tête-à-Tête. Museum Frieder Burda, Baden-Baden[8].
- 2008: Fernand Léger. Paris – New York. Fondation Beyeler, Riehen, Schweiz
- 2005: Max Beckmann – Fernand Léger. Unerwartete Begegnungen. Museum Ludwig, Köln
- 1994: Fernand Léger: Der Rhythmus des modernen Lebens, Kunstmuseum Wolfsburg, anschließend Kunstmuseum Basel
- 1981: Fernand-Léger-Retrospektive, Staatliche Kunsthalle Berlin